# Sibylle Bergemann
Sibylle Bergemann, född den 29 augusti 1941 i Berlin, död 2 november 2010 i Gransee, var en tysk fotograf. År 1990 hon var med och grundade fotografagenturen Ostkreuz. Hon är ihågkommen för att ha dokumenterat utvecklingen i Östberlin under kommunisttiden och för hennes internationella uppdrag för Stern och senare för Geo.